# Num Va Goldum
Um Instante de Inocência (em persa: نون و گلدون, Nun va Goldun) é um filme de 1996 de roteiro e direção do persa Mohsen Makhmalbaff.

## Sinopse
Durante o regime do Xá, quando Mohsen Makhmalbaf é um guerrilheiro de 17 anos, junto com uma menina, que é um guerrilheiro, assim eles atacarem um policial para desarmá-lo. A polícia e Makhmalbaf ferem uns aos outros ea menina desaparece. 
20 anos depois, quando Makhmalbaf é um diretor de 37 anos e dá um suplemento do jornal para a escolha do elenco de "Salaam Cinema", o ex-policial vai à casa de Makhmalbaf e envia uma mensagem para Makhmalbaf através de sua filha mais nova "Hana" e pede para um papel no cinema. Makhmalbaf decide fazer um filme sobre o desarmamento que aconteceu há 20 anos da exibição de hoje. Ele escolhe um homem de 17 anos de idade jovem para desempenhar o seu papel quando ele era jovem. Em seguida, cada um deles segue sua própria juventude com uma câmera separados para controlar a verdade no método que o incidente tinha ocorrido 20 anos atrás. Ambos chegar ao local do desarmamento a partir de duas direções diferentes, mas o 17 - ano de idade jovem, a quem desempenha o papel da juventude Makhmalbaf, não está disposta a agir com violência e ferir o policial, mesmo que por justiça. Por outro lado, torna-se óbvio que o policial, que não sabia sobre o incidente de ataque, tinha caído no amor lento por lento, com a menina de guerrilha que veio junto com Makhmalbaf para desarmá-lo, que era na verdade prima de Mohsen. E mesmo quando ele se fere e fica inconsciente ele não descobrir o segredo da menina e que ele tinha levado a tristeza do que o amor em seu coração há 20 anos e ele estava olhando para o seu amor perdido todos esses anos. E agora que ele percebeu a verdade, ele reage em relação a 20 anos que ele perdeu. 

## Elenco

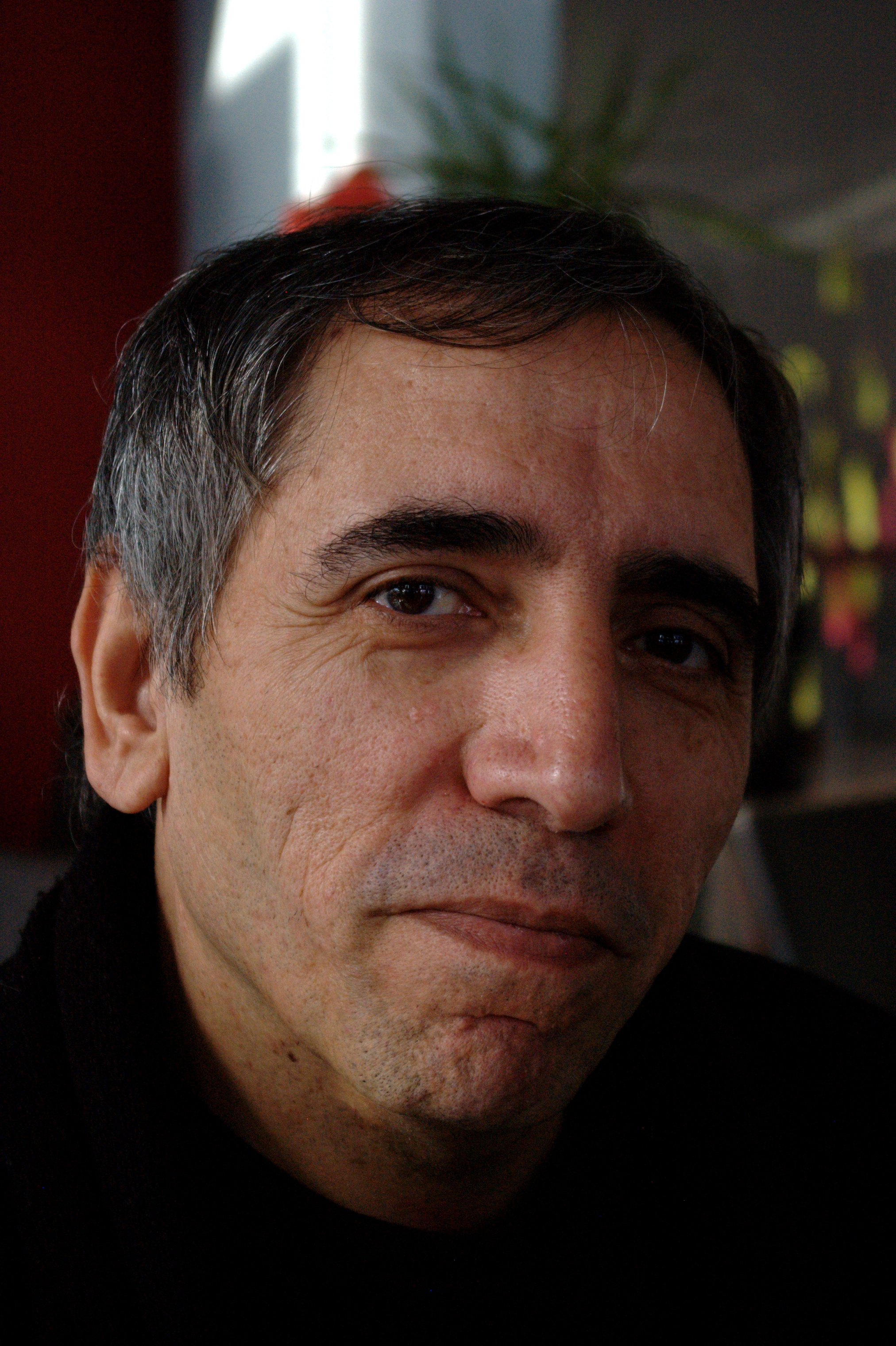
Mohsen Makhmalbaff interpretou ele mesmo.

| Ator / Atriz         | Personagem              |
| -------------------- | ----------------------- |
| Mohsen Makhmalbaff   | Ele mesmo               |
| Behzad Dorani        | Homem de Óculos Escuros |
| Ali Bakhsi           | O jovem policial        |
| Miryam Mohamadini    | Amada do Policial       |
| Amar Tafti           | Ele mesmo               |
| Mhyradi Tayebi       | Policial                |
| Moharram Zaynalzadeh | Ele mesmo               |